# Laoka
Le laoka est un des deux éléments essentiels de la cuisine malgache, avec le riz (vary). Ce mot désigne les plats salés (comme le poisson, la volaille, les viandes de zébu, de bœuf ou de porc et bien d'autres) qui accompagnent le riz à chaque repas puisque ce dernier est considéré comme étant toujours le plat principal.
Le laoka inclut également des plats typiques de la cuisine malgache comme le ravitoto sy henankisoa (feuilles de manioc pilées à la viande de porc), la brède mafane, le voanjobory sy henankisoa (pois bambara à la viande de porc) ou le ron'akoho (bouillon de poulet),.
Il n'est cependant pas possible pour tous les foyers malgaches d'avoir à chaque fois de la viande ou de la volaille en guise de laoka et les ménages les plus démunis se contentent du rondravimbomanga (bouillon de feuilles de patate douce) et quelques minuscules tranches de kitoza (viande de zébu fumée puis rôtie).
À Madagascar, le laoka varie selon les régions et les tribus ; les peuples côtiers privilégient le lait de coco et les poissons, alors que la viande de zébu et le porc sont beaucoup plus appréciés dans les hauts plateaux.